# Lauren Sánchez
Lauren Wendy Sánchez (née le 19 décembre 1969) est une présentatrice de presse américaine nommée aux Emmy Awards, journaliste de divertissement, personnalité des médias, actrice, productrice, pilote et entrepreneure. Sánchez est une invitée fréquente sur The View, ancienne co-animatrice de Good Day LA de KTTV Fox 11, présentatrice sur Fox 11 Ten O'clock News, et présentatrice et correspondante spéciale sur Extra. Elle a également contribué régulièrement à des émissions comme Larry King Live, The Joy Behar Show et Showbiz Tonight. En 2025, en tant que fiancée de J. Bezos qui l'organise, elle participe au petit vol spatial suborbital Blue Origin NS-31, le premier vol touristique avec uniquement des passagères.

## Carrière
Sánchez commence sa carrière comme assistante de bureau chez KCOP-TV à Los Angeles. Elle occupe ensuite des postes de présentatrice et journaliste à KTVK-TV à Phoenix avant de rejoindre l'émission de divertissement syndiquée Extra en tant que journaliste. Elle travaille ensuite pour Fox Sports Net (FSN), où elle obtient une nomination aux Emmys comme présentatrice et correspondante pour le magazine sportif Going Deep et journaliste pour The Best Damn Sports Show Period.
En 2005, Sánchez devient l'animatrice originale du concours de danse populaire FOX So You Think You Can Dance. Elle est également reconnue pour son image publique, apparaissant dans le numéro spécial « 50 Most Beautiful People » du magazine People et dans le numéro « Hot Bodies » de l'hebdomadaire Us Weekly.
En 2016, elle fonde Black Ops Aviation, la première société de production et de films aériens détenue par des femmes. Sánchez se concentre désormais sur des projets cinématographiques et télévisuels utilisant ses compétences de pilote licenciée d'avions et d'hélicoptères.

## Apparitions au cinéma
Sánchez apparaît dans plusieurs films et séries télévisées, notamment Cellular, The Longest Yard, We Bought a Zoo, Fantastic Four, The Day After Tomorrow, Akeelah and the Bee, Killer Movie, Batman Begins et Fight Club. Elle joue également dans la campagne vidéo virale pour The Dark Knight en tant que Lydia Filanjeri, journaliste pour Gotham Cable News, et apparaît dans des séries comme NCIS et Days of Our Lives.

## Vie privée
Sánchez a un fils, Nikko, né en 2001, de sa relation avec l'ancien ailier rapproché de la NFL Tony Gonzalez. En août 2005, elle épouse Patrick Whitesell (en), agent hollywoodien et partenaire fondateur de William Morris Endeavour Entertainment. Le couple a deux enfants : Evan (né en 2006) et Ella (née en 2008),.
En février 2019, Jeff Bezos, fondateur d'Amazon, publie un article de blog accusant l'éditeur de The National Enquirer, American Media, Inc., de tentative de chantage et d'extorsion concernant sa liaison avec Sánchez. En avril 2019, Sánchez et Whitesell divorcent. Depuis 2020, Sánchez est présentée comme la compagne de Jeff Bezos, avec un mariage en juin 2025 à Venise, en Italie, De nombreuses personnalités étaient présentes pour cette cérémonie.
Le 14 avril, Sánchez participe à la mission spatiale suborbitale Blue Origin NS-31, un vol de 11 minutes avec un équipage exclusivement féminin incluant Aisha Bowe, Amanda Nguyen, Gayle King, Katy Perry et Kerianne Flynn. Ce vol dépasse la ligne de Kármán à 100 kilomètres d’altitude, permettant à l'équipage de vivre plusieurs minutes d’apesanteur,,.

### Évolution physique et image publique
Depuis sa relation avec Jeff Bezos en 2019, l'apparence physique de Lauren Sánchez suscite l'attention des médias et des réseaux sociaux. Selon des articles, notamment un publié par Daily Mail en avril 2025, des experts en chirurgie esthétique estiment qu'elle aurait pu recourir à des injections de botox, un lifting facial, et des augmentations de volume des lèvres et de la poitrine au fil des années. Son style, souvent décrit comme glamour, contraste avec celui de l'ex-épouse de Bezos, MacKenzie Scott. En novembre 2023, un portrait de couple réalisé par Annie Leibovitz pour Vogue déclenche des commentaires sur les réseaux sociaux, certains critiquant son apparence en évoquant un recours excessif à la chirurgie esthétique. Malgré ces remarques, Sánchez continue d'afficher une image publique confiante, notamment à travers ses publications sur Instagram où elle partage des moments de sa vie, y compris une photo d'enfance en 2025 mettant en avant sa chevelure noire caractéristique[réf. souhaitée].